# Liste der Verwaltungsgemeinschaften und Verwaltungsverbände in Sachsen
Von den 418 politisch selbstständigen Städten und Gemeinden in Sachsen gehören 158 Städte und Gemeinden einer der 64 Verwaltungsgemeinschaften und 21 Gemeinden einem der 6 Verwaltungsverbänden an, das heißt, sie sind zur Erledigung ihrer Verwaltungsgeschäfte zusammengeschlossen (Stand: 1. Januar 2023).
| Art                     | Name                                            | Landkreis                        |
| ----------------------- | ----------------------------------------------- | -------------------------------- |
| Verwaltungsgemeinschaft | Altenberg                                       | Sächsische Schweiz-Osterzgebirge |
| Verwaltungsverband      | Am Klosterwasser / Při Klóšterskej wodźe        | Bautzen                          |
| Verwaltungsgemeinschaft | Auerbach                                        | Erzgebirgskreis                  |
| Verwaltungsgemeinschaft | Bad Gottleuba-Berggießhübel                     | Sächsische Schweiz-Osterzgebirge |
| Verwaltungsgemeinschaft | Bad Lausick                                     | Leipzig                          |
| Verwaltungsgemeinschaft | Bad Muskau / Mužakow                            | Görlitz                          |
| Verwaltungsgemeinschaft | Bad Schandau                                    | Sächsische Schweiz-Osterzgebirge |
| Verwaltungsgemeinschaft | Bärenstein-Königswalde                          | Erzgebirgskreis                  |
| Verwaltungsgemeinschaft | Beilrode                                        | Nordsachsen                      |
| Verwaltungsgemeinschaft | Bernstadt/Schönau-Berzdorf                      | Görlitz                          |
| Verwaltungsgemeinschaft | Bischofswerda                                   | Bautzen                          |
| Verwaltungsgemeinschaft | Breitenbrunn/Erzgeb.                            | Erzgebirgskreis                  |
| Verwaltungsgemeinschaft | Burgstädt                                       | Mittelsachsen                    |
| Verwaltungsgemeinschaft | Crimmitschau-Dennheritz                         | Zwickau                          |
| Verwaltungsverband      | Diehsa                                          | Görlitz                          |
| Verwaltungsgemeinschaft | Dohna-Müglitztal                                | Sächsische Schweiz-Osterzgebirge |
| Verwaltungsgemeinschaft | Dommitzsch                                      | Nordsachsen                      |
| Verwaltungsverband      | Eilenburg-West                                  | Nordsachsen                      |
| Verwaltungsgemeinschaft | Falkenstein (Vogtland)                          | Vogtlandkreis                    |
| Verwaltungsgemeinschaft | Geyer-Tannenberg                                | Erzgebirgskreis                  |
| Verwaltungsgemeinschaft | Großharthau                                     | Bautzen                          |
| Verwaltungsgemeinschaft | Großpostwitz-Obergurig / Budestecy-Hornja-Hórka | Bautzen                          |
| Verwaltungsgemeinschaft | Großschönau-Hainewalde                          | Görlitz                          |
| Verwaltungsverband      | Jägerswald                                      | Vogtlandkreis                    |
| Verwaltungsgemeinschaft | Ketzerbachtal                                   | Meißen                           |
| Verwaltungsgemeinschaft | Kirchberg                                       | Zwickau                          |
| Verwaltungsgemeinschaft | Klingenberg                                     | Sächsische Schweiz-Osterzgebirge |
| Verwaltungsgemeinschaft | Königsbrück                                     | Bautzen                          |
| Verwaltungsgemeinschaft | Königstein/Sächs. Schw.                         | Sächsische Schweiz-Osterzgebirge |
| Verwaltungsgemeinschaft | Krostitz-Schönwölkau                            | Nordsachsen                      |
| Verwaltungsgemeinschaft | Kurort Seiffen – Deutschneudorf – Heidersdorf   | Erzgebirgskreis                  |
| Verwaltungsgemeinschaft | Lichtenberg-Weißenborn                          | Mittelsachsen                    |
| Verwaltungsgemeinschaft | Limbach-Oberfrohna                              | Zwickau                          |
| Verwaltungsgemeinschaft | Löbau                                           | Görlitz                          |
| Verwaltungsgemeinschaft | Lohmen/Stadt Wehlen                             | Sächsische Schweiz-Osterzgebirge |
| Verwaltungsgemeinschaft | Lugau                                           | Erzgebirgskreis                  |
| Verwaltungsgemeinschaft | Markneukirchen-Erlbach                          | Vogtlandkreis                    |
| Verwaltungsgemeinschaft | Meerane-Schönberg                               | Zwickau                          |
| Verwaltungsgemeinschaft | Mittweida                                       | Mittelsachsen                    |
| Verwaltungsgemeinschaft | Naunhof                                         | Leipzig                          |
| Verwaltungsgemeinschaft | Neschwitz / Njeswačidło                         | Bautzen                          |
| Verwaltungsgemeinschaft | Netzschkau-Limbach                              | Vogtlandkreis                    |
| Verwaltungsgemeinschaft | Neusalza-Spremberg                              | Görlitz                          |
| Verwaltungsgemeinschaft | Nünchritz                                       | Meißen                           |
| Verwaltungsgemeinschaft | Oelsnitz/Vogtl.                                 | Vogtlandkreis                    |
| Verwaltungsgemeinschaft | Olbersdorf                                      | Görlitz                          |
| Verwaltungsgemeinschaft | Oppach-Beiersdorf                               | Görlitz                          |
| Verwaltungsgemeinschaft | Pegau                                           | Leipzig                          |
| Verwaltungsgemeinschaft | Pirna                                           | Sächsische Schweiz-Osterzgebirge |
| Verwaltungsgemeinschaft | Pulsnitz                                        | Bautzen                          |
| Verwaltungsgemeinschaft | Regis-Breitingen                                | Leipzig                          |
| Verwaltungsgemeinschaft | Reichenbach/O.L.                                | Görlitz                          |
| Verwaltungsgemeinschaft | Reichenbach im Vogtland                         | Vogtlandkreis                    |
| Verwaltungsgemeinschaft | Rietschen / Rěčicy                              | Görlitz                          |
| Verwaltungsgemeinschaft | Rochlitz                                        | Mittelsachsen                    |
| Verwaltungsgemeinschaft | Röderaue-Wülknitz                               | Meißen                           |
| Verwaltungsgemeinschaft | Rothenburg/O.L.                                 | Görlitz                          |
| Verwaltungsgemeinschaft | Rund um den Auersberg                           | Zwickau                          |
| Verwaltungsgemeinschaft | Sayda/Dorfchemnitz                              | Mittelsachsen                    |
| Verwaltungsgemeinschaft | Scheibenberg-Schlettau                          | Erzgebirgskreis                  |
| Verwaltungsgemeinschaft | Schleife / Slepo                                | Görlitz                          |
| Verwaltungsgemeinschaft | Schöneck/Mühlental                              | Vogtlandkreis                    |
| Verwaltungsgemeinschaft | Schönfeld                                       | Meißen                           |
| Verwaltungsgemeinschaft | Stollberg/Niederdorf                            | Erzgebirgskreis                  |
| Verwaltungsgemeinschaft | Tharandt                                        | Sächsische Schweiz-Osterzgebirge |
| Verwaltungsgemeinschaft | Torgau/Dreiheide                                | Nordsachsen                      |
| Verwaltungsgemeinschaft | Treuen/Neuensalz                                | Vogtlandkreis                    |
| Verwaltungsgemeinschaft | Waldenburg                                      | Zwickau                          |
| Verwaltungsverband      | Weißer Schöps/Neiße                             | Görlitz                          |
| Verwaltungsgemeinschaft | Weißwasser / Běła Woda                          | Görlitz                          |
| Verwaltungsverband      | Wildenstein                                     | Erzgebirgskreis                  |
| Verwaltungsgemeinschaft | Zschopau                                        | Erzgebirgskreis                  |
| Verwaltungsgemeinschaft | Zschorlau                                       | Erzgebirgskreis                  |